# 2011~2012년 오스트레일리아 근해 사이클론
2011~2012년 오스트레일리아 근해 사이클론(2011~2012 Australian region cyclone season)은 2011년 7월 1일에서 2012년 6월 30일 사이에 호주 근해에서 발생한 사이클론을 기록한 문서이다.
이 지역은 5개의 열대저기압 경보 센터(TCWC)가 감시한다. 그 5개 기구는 호주 기상청의 TCWC 퍼스, TCWC 다윈, TCWC 브리즈번, 인도네시아의 TCWC 자카르타, 파푸아뉴기니의 TCWC 포트모르즈비이다.
참고로 호주 근해의 TCWC들은 최대풍속 34kt 미만의 열대 저기압을 "저기압(tropical low)"이라 하므로, 원래 의미의 저기압(low pressure)과 혼동되어서는 안 된다.

## 활동한 사이클론

### 제1호 강한 사이클론 알렝가 (퍼스)
12월 3일, (ARRGA)는 TCWC 호주 퍼스와 TCWC 자카르타는 인도네시아 자카르타에서 남서쪽으로 약 1220km 떨어진 곳에 열대성 저기압이 발생하였다고 발표했다. 며칠동안 남동진하면서 점차 발달하였다. 12월 4일 남서인도양으로 진입하여, 거기에서 "알렝가"(Alenga)라는 이름이 붙여졌다. 남서인도양에서는 최대풍속 55kt를 기록하였고, 더 발달하면서 12월 7일 다시 호주 근해 지역으로 진입했다. 같은 날, JTWC는 사이클론 알렝가가 1등급 허리케인과 동일한 풍속으로 발달하였다고 발표했다. 다음날 TCWC 퍼스는 사이클론 알렝가가 3등급 강한 사이클론으로 발달하였고, 이 때 10분 최대풍속 80kt, 1분 최대풍속 95kt로 최성기를 맞이하였다. 이후 사이클론 알렝가는 강한 수직 윈드 시어로 인해 급격히 약화되기 시작하였고, 12월 9일 TCWC 퍼스에서는 알렝가가 저기압으로 약화되었다고 발표했으며, 같은 시간에 JTWC는 마지막 사이클론 정보를 발표했다. TCWC 퍼스는 12월 12일까지 저기압을 3일동안 더 주시했다.

### 제2호 사이클론 피나 (브리즈번)
12월 18일, 피나(FINA)는TCWC 브리즈번은 포트모르즈비 남동쪽의 남태평양 수렴대 내에서 저기압이 발생하였다. 며칠동안 이 저기압은 남남서진 하면서 약한 윈드 시어의 영향으로 발달하여, 12월 20일 JTWC에서 열대저기압 발생 경보(Tropical Cyclone Formation Alert, TCFA)를 내렸고, 다음날 TCWC 브리즈번에서는 이 저기압이 1등급 사이클론으로 발달하였다고 발표한 동시에 사이클론을 "피나"(Fina)라고 명명했다. 그러나 명명된 이후 동부 오스트레일리아를 관통하던 상층 기압골이 윈드 시어를 증가하게 하여 약화되기 시작하였다. 이 결과 12월 22일 JTWC에서 TCFA를 취소했고, TCWC 브리즈번에서는 이 사이클론이 온대저기압으로 변질되었다고 발표하였다. 이 온대저기압은 크리스마스 연휴동안 퀸즐랜드 주 남동부에 영향을 주었다.

### 제3호 저기압 (퍼스)
12월 21일, (FUSS)는 TCWC 퍼스에서 코코 섬에서 북동쪽으로 770 km 떨어진 해상에서 저기압이 발생하였다고 발표했다. 며칠동안 저기압이 서남서진하면서 결국 12월 28일 RSMC 라 리유니온 주시 지역으로 이동하여 사이클론 베닐드로 발달하였다.

### 제4호 사이클론 그랜트 (다윈)
12월 21일, (GRANT)는 다윈의 북북동쪽에 위치한 저기압이 TCWC 다윈에 의해 제4호 저기압으로 지정되었다. 12월 25일 아침, 제4호 저기압은 1등급 사이클론으로 발달하여 "그랜트"(Grant)라는 이름이 붙여졌고, 동시에 던디 해수욕장(Dundee)에서 노던 준주 눌룬바이(Nhulunbuy)까지에는 사이클론 주의보가, 그리고 포어크로이 곶(Cape Fourcroy)에서 밀링김비(Milingimbi)까지에는 사이클론 경보가 내려졌다. 같은 날 낮에 2등급 사이클론으로 발달하였다. 12월 26일 새벽, 반디멘 만을 진입한 후 스투어트 포인트(Point Stuart)에 상륙하였다. 이후 1등급 사이클론, 그리고 저기압으로 약화되었다.
12월 28일 저녁, 저기압 그랜트가 카펀테리아만으로 진입한 후 다시 케이프요크반도에 상륙하였고, 계속 약화되면서 온대저기압화가 진행되어 2012년 1월 2일, 완전히 온대저기압으로 변질되어 소멸하였다.

### 제7호 강한 사이클론 헤이디 (퍼스)
1월 9일, (HID)는 TCWC 퍼스에서 필바라 해안에 접근하고 있는 저기압이 발생하였다고 발표하였다. 1월 10일, 그 저기압은 지속되었고, 그 날 JTWC에서 그 저기압에 TCFA를 내렸다. 또한 같은 날 TCWC 퍼스에서 이 저기압이 사이클론 헤이디(Heidi)로 발달하였다고 발표했다. 그 사이클론은 남진하고 있었고 1월 11일이 되자 포트헤들랜드(Port Hedland)에서 약 290 km 떨어진 곳에 위치하고 있었다. 몇 시간 후 헤이디는 2등급 사이클론으로 발달하였다.
1월 11일, 포트헤들랜드와 카라사(Karatha)를 포함하는 샌드파이어 가로변(Sandfire Roadhouse)에서 댐피어(Dampier)까지의 필바라 해안에 사이클론 경보가 내려졌다. 사이클론에 대비해 북서 호주 해안의 가스 생산과 유전들을 멈추게 했고, 퍼스에서 포트헤들랜드로 가는 항공편들이 결항되었다.
1월 12일 오전, 사이클론 헤이디는 포트헤들랜드와 가까운 곳에 상륙하여 곧 1등급 사이클론으로 약화되었다. 포트헤들랜드에는 현지시간 오전 9시까지 128.0mm의 비가 내리고 최대 131 km/h의 돌풍이 불었으며, 왈랄 다운즈(Wallal Downs)라는 마을에는 166.0mm의 비가 내렸다. 또한 최소 3,500가구가 정전되었다. 1월 12일 저녁, 톰 프라이스(Tom Price)에서 약 45 km 북동쪽으로 떨어진 곳에서 사이클론은 저기압으로 약화되었다. 저기압 헤이디는 1월 13일에 소멸하였지만, 그 저기압으로부터 남은 remnant low는 1월 15일까지 지속되었다.

### 제10호 저기압 (다윈)
1월 21일 발생한 저기압이 1월 24일 마닌그리다(Maningrida)에서 북쪽으로 120 km 떨어진 곳에 위치해 있었으며, 남서진하고 있었다. 다윈 지역에 접근하게 되면서 악기상 경보가 발령됐다. 악기상 경보는 캐서린(Katherine)에서 동북동쪽으로 약 60 km 떨어진 곳에 위치한 1월 26일까지 계속됐다. 그리고 1월 29일 저기압이 소멸하였다. 다윈에 접근하던 며칠동안 최고 200 mm 이상의 강수량, 최대 돌풍 시속 78 km가 기록되었다. 또한 다윈 주변에서는 수백명이 정전 피해를 입혔다.

### 제11호 사이클론 이기 (퍼스)
1월 24일, TCWC 퍼스에서 저기압이 발생하였고, 이 저기압이 엑스마우스(Exmouth)에서 북북서쪽으로 720km 떨어진 곳에서 시속 23km로 서진하고 있다고 발표하였다. 그래서 제11호 저기압이라는 번호가 부여되었다. 1월 25일, JTWC는 이 저기압을 열대저기압으로 상향 조정하여 제9호 열대저기압으로 지정했다. 얼마 지나지 않아 더 발달했고 TCWC 퍼스에서 제11호 저기압을 사이클론으로 상향 조정하고 이를 "이기"(Iggy)라는 이름으로 명명했다.
1월 26일, 사이클론의 진로가 꺾여 필바라 주 해안에 접근하기 시작했다. 1월 27일 오전 동남동진하면서 2등급 사이클론으로 발달하였다. 같은날 마디 주(Mardie)에서 닝갈루 주(Ningaloo)까지의 해안에 사이클론 경보가 내려졌다. 1월 29일이 되자, 사이클론은 해상에서 정체되었다. 이 때 윈드시어와 차가운 수온으로 발달을 늦추었다. 그래서 같은 날 1등급 사이클론으로 약화되었다. 1월 30일, 다시 이동하기 시작하면서 다시 2등급 사이클론으로 발달하였다. 1월 31일 오전, 다시 1등급 사이클론으로 약화, 2월 1일 다시 2등급 사이클론으로 발달하였다.

하지만 결국 사이클론 이기는 쥬리언 베이(Jurien Bay)에 상륙하면서 저기압으로 약화되었다. 그리고 2월 3일, 저기압 이기는 육상에서 완전히 소멸하였다. 

### 제12호 사이클론 재스민 (브리즈번)
2월 2일, TCWC 다윈에서 카펀테리아만에서 저기압이 발생하였다고 발표했다. 같은날 퀸즐랜드 주에 상륙하였다. 2월 3일, 호주 기상청과 JTWC에서는 TCFA를 발표하였고, 2월 4일 JTWC에서는 열대폭풍, 호주 기상청에서는 제12호 저기압으로 발달하였다고 발표했다. 이후 TCWC 다윈은 제12호 저기압이 1등급 사이클론 재스민(Jasmine)으로 발달하였다고 발표했다. 사이클론 재스민은 2월 6일 RSMC 나디 감시 관할 구역에 진입했다.

### 제13호 저기압 (퍼스)
2월 5일, TCWC 퍼스에서 저기압이 코코스 제도의 웨스트섬에서 약 200 km 떨어진 곳에서 발생하고 있다고 발표했다. 며칠동안 TCWC 퍼스에서 서진하는 저기압을 계속 주시하였다. TCWC 퍼스에서는 사이클론으로 발달하기 전에 동경 90도선을 지날 것으로 예상했고, 실제로 남서인도양으로 진입하면서 JTWC에서는 이 저기압을 제13S호 열대저기압으로 지정했다.

### 제15호 사이클론 코지-조니 (퍼스)
3월 6일, TCWC 퍼스에서 주시하던 열대 요란이 저기압으로 발달하였다. 같은 날, 오스트레일리아 기상청 (이하 BoM)에서 제15호 저기압으로 지정한 동시에 JTWC에서는 제16S호 열대저기압으로 지정했다. 3월 8일 오전, 저기압은 1등급 사이클론으로 발달하여, 사이클론은 "코지"(Koji)라는 이름으로 명명되었다. 그러나 몇 시간 후, 사이클론 코지는 동경 90도선(남서인도양 감시 관할 구역)을 건너 모리셔스 기상청에 의해 "조니"(Joni)로 재명명되고 이 기상청의 주시를 받게 되었다.

## 같이 보기
- 2011~2012년 남서인도양 사이클론
- 2011~2012년 남태평양 사이클론
- en:2011–12 Australian region cyclone season